# Caspar Peucer
Caspar Peucer (Bautzen, 1525. január 6. – Dessau, 1602. szeptember 25.) német tudós. 

## Élete
Tanult Wittenbergben, ahol Philipp Melanchthonnak lakó- és asztaltársa volt és később 1550-ben legfiatalabb leányát is feleségül vette. Sokoldalúan képzett egyén lévén, 1545-ben magiszter, 1554-ben pedig a matematika, és 1560-ban az orvosi tudományok rendes tanára lett. Ágoston szász választófejedelemmel való első személyes találkozása alkalmával ennek bizalmát oly mértékben megnyerte, hogy az összes szászországi tudós iskolák főfelügyeletét reá bízta és wittenbergi tanárságának megtartása mellett választófejedelmi háziorvos lett. De a Curäus orvos által írt, ámde Peucernek tulajdonított kálvinista irányú mű Exegesis perspicua controversiae de coena Domini (1572) a lutheránus választófejedelmet a legnagyobb mértékben elkeserítette ellene, úgyhogy a korábban kedvelt embert nehéz fogságra ítélték és 1575-től kezdve 11 éven át szigorú fogságban tartották. Kiszabadulása után, mint orvos működött. Nagy számú orvostudományi, matematikai, történeti, teológiai és bölcseleti munkát hagyott hátra; megírta saját fogságának történetét is.

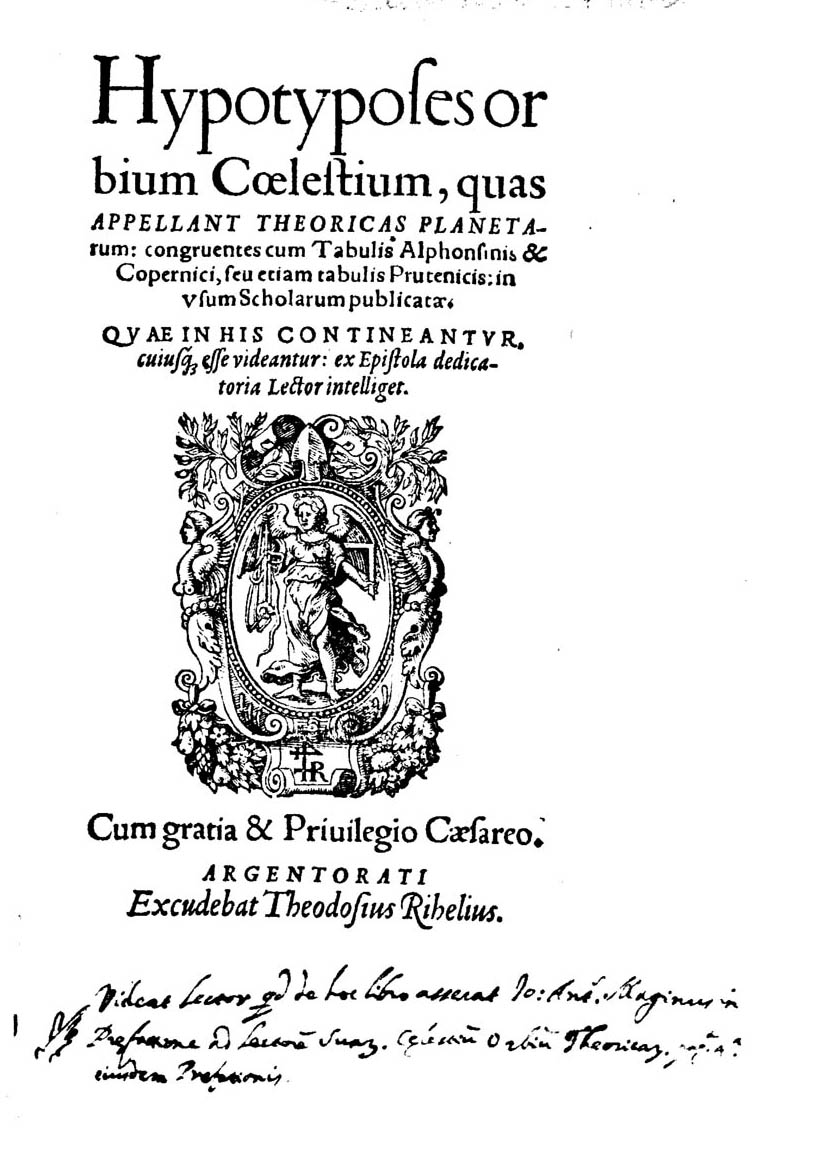
Hypotyposes orbium coelestium, 1568